# Лижі
Ли́жі, ли́жви — пристрій у вигляді дощечок, призначений для пересування по снігу, який кріпиться до ноги спеціальними приєднаннями до лижного взуття. Існує багато типів лиж різної форми для різних потреб. Форма лижі залежить від вимог прикладного спорту, або спеціалізованого використання.

## Назва
Слово лижа, як вважається, походить від північного прасл. *lyži, род. відм. *lyžьve, що пов'язується з рос. лызгать («ковзатися по льоду»), лызгонуть, лызнуть («втекти»), болг. лъзгав («гладкий», «рівний»), лъзгам се («ковзаюся, катаюся на ковзанах»), мак. лизгав («слизький»), лизга се («ковзається»). Для праслов'янського *lyži припускається спорідненість з латис. lužas («довгі мисливські лижі»), služat/šlužat («ковзатися»), лит. šliūžes («полози»), šliaūžti («повзти», «ковзати»), нід. sluiken («підкрадатися»). Менш ймовірне порівняння зі словом ложка, з нім. Geleise («колія»). Похідні від *lyži вживаються, окрім української, також у білоруській (лыжы), російській (лыжи), чеській і словацькій (lyže, вважається запозиченням з російської) мовах. У польській слово lyżwy означає «ковзани», а щодо лиж вживається назва narty.
Колись в Україні лижі були відомі під іншими, нині застарілими назвами: полозки́, снігівці́, на́рти (від пол. narty), леще́та.
У багатьох європейських мовах (у тому числі деяких слов'янських) назва лиж сходить до давньонорвезького skíð: болг. ски, серб. скије/skije, хорв. skije, англ., фр. і нід. ski, нім. Ski, Schi, італ. sci, ісп. esqui.

## Історія
Найстаріші зразки лиж знайдені на територіях сучасних Росії (бл. 6300–5000 до н. е.), Швеції (бл. 5200 до н. е.) і Норвегії (бл. 3200 до н. е.).
Одну з найстаріших лиж було знайдено в болоті поблизу Хотінга (Hoting) у Швеції, і вона мала вигляд дошки завширшки 10 см і довжиною 110 см, її вік оцінюється в 4500 років. Також на норвезькому півострові Редей була знайдене видовбане на камені зображення гірськолижника, вік якого був оцінений у 4000 років. У Сіньцзяні на китайському Алтаї була знайдена печера, на стіні якої зображено чотири мисливці, три з яких стоять на довгих прямокутних дошках.
Близько 1850 року ремісники у Норвегії винайшли вигнуту лижу. Це дозволяло розподіляти вагу лижника більш рівномірно усією довжиною лижі. Ця нова конструкція допомогла побудувати тонші і легші лижі, адже зігнуті, краще поглинали силу ударів, і дозволяли пересуватися швидше і легше.
Лижі традиційно вирізалися вручну з цільного шматка деревини листяних порід, таких як береза. Ця деревина використовувалася через її щільність та ударостійкість, що було потрібно для лижних гонок. Через скорочення лісів у Європі знайти якісні дошки листяних порід стало складно, що призвело до винаходу ламінованої лижі. Починаючи з 1891 року у Норвегії стали ламінувати два або більше шарів деревини разом, щоби зробити бігові лижі ще легшими.
Засновником альпійського лижного спорту вважається чех Матіас Здарскі (Матьяш Ждярський; нім. Mathias Zdarsky, чеськ. Matyáš Žďárský), що 1905 року улаштував перший слалом у гористій місцевості й придумав лижні палиці для швидшого переміщення.

## Матеріали й технології
Споконвічно лижі були дерев'яні, виготовлялися із цільних дощок і не мали привабливого зовнішнього вигляду. З початком розвитку лижного спорту й технічної революції на межі XIX–XX століть лижі видозмінилися. Крім зміни пропорцій, вони стали виготовлятися з декількох частин, для їхнього виготовлення стали застосовуватися верстати, з'явилися лижні фабрики. Таке становище зберігалося до появи пластичних матеріалів.
Деякі пластичні матеріали мають властивості, які корисні для лиж — не намокають, до них не прилипає сніг, краще ковзання. Так з'явилися спочатку лижі із пластиковим покриттям.
У наш час внутрішня будова лиж може бути досить складною — індустрія спорту й виробництва спортінвентаря вкладає великі гроші в наукові дослідження. У сучасних лижах застосовуються різні види пластику, деревини, композитних матеріалів.